# Episodi di Lethal Weapon (terza stagione)
La terza e ultima stagione della serie televisiva Lethal Weapon, composta da 15 episodi, è stata trasmessa sulla rete statunitense Fox dal 25 settembre 2018 al 19 febbraio 2019. 
In Italia i primi 6 episodi sono andati in onda su Italia 1 dal 22 maggio al 30 maggio 2019, mentre i restanti 9 episodi sono andati in onda su Premium Crime dal 7 al 21 giugno 2019 in prima serata con tre episodi consecutivi. Dal 9 luglio 2019 la stagione è stata ritrasmessa per intero su Italia 1 dal primo episodio in seconda serata con due episodi consecutivi fino al termine della stessa.
Dopo il licenziamento di Clayne Crawford nel ruolo del detective Martin Riggs, Seann William Scott diventa il nuovo coprotagonista della serie, nel ruolo di Wesley Cole, nuova spalla di Murtaugh.
| nº | Titolo originale      | Titolo italiano            | Prima TV USA      | Prima TV Italia |
| -- | --------------------- | -------------------------- | ----------------- | --------------- |
| 1  | In the Same Boat      | Un nuovo partner           | 25 settembre 2018 | 22 maggio 2019  |
| 2  | Need to Know          | L'importante è sapere      | 2 ottobre 2018    | 22 maggio 2019  |
| 3  | A Whole Lotto Trouble | Questione di fortuna       | 9 ottobre 2018    | 22 maggio 2019  |
| 4  | Leo Getz Justice      | La giustizia di Leo Getz   | 16 ottobre 2018   | 30 maggio 2019  |
| 5  | Get the Picture       | Un quadro completo         | 30 ottobre 2018   | 30 maggio 2019  |
| 6  | Panama                | Panama                     | 6 novembre 2018   | 30 maggio 2019  |
| 7  | Bali                  | Bali                       | 13 novembre 2018  | 7 giugno 2019   |
| 8  | What the Puck         | Playoff di fuoco           | 27 novembre 2018  | 7 giugno 2019   |
| 9  | Bad Santas            | Cattivi babbi Natale       | 4 dicembre 2018   | 7 giugno 2019   |
| 10 | There Will Be Bud     | Indagini parallele         | 1º gennaio 2019   | 14 giugno 2019  |
| 11 | Dial M for Murtaugh   | Sotto indagine             | 8 gennaio 2019    | 14 giugno 2019  |
| 12 | The Roger and Me      | Il secondo atto della vita | 15 gennaio 2019   | 14 giugno 2019  |
| 13 | Coyote Ugly           | Clandestini                | 12 febbraio 2019  | 21 giugno 2019  |
| 14 | A Game of Chicken     | Chi si tira indietro?      | 19 febbraio 2019  | 21 giugno 2019  |
| 15 | The Spy Who Loved Me  | La spia che mi amava       | 26 febbraio 2019  | 21 giugno 2019  |